# BYD G3
BYD G3 — переднеприводной пятиместный седан, выпускаемый компанией BYD с октября 2009 по 2014 год.

## История
Автомобиль BYD G3 впервые был представлен в октябре 2009 года. В иерархии автомобиль занимал промежуток между BYD F3 и BYD F6.
При разработке дизайна модели компания BYD ориентировалась на Lexus ES и Toyota Aurion. Производство завершилось в 2014 году.

## Модификации
- BYD G3 — седан, выпускаемый с 2009 года.
- BYD G3R — хетчбэк, выпускаемый с 2011 года.

## Галерея

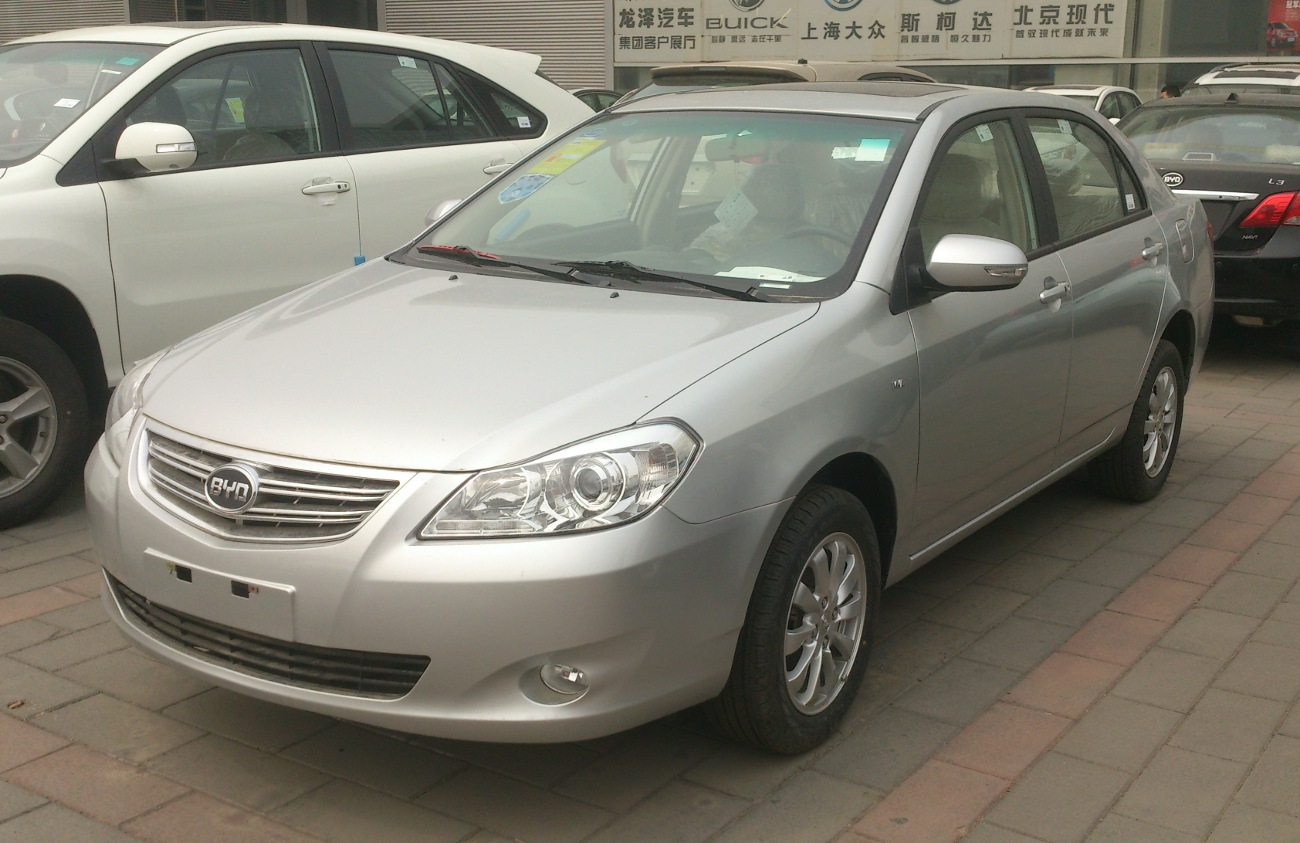
BYD G3 GLXi
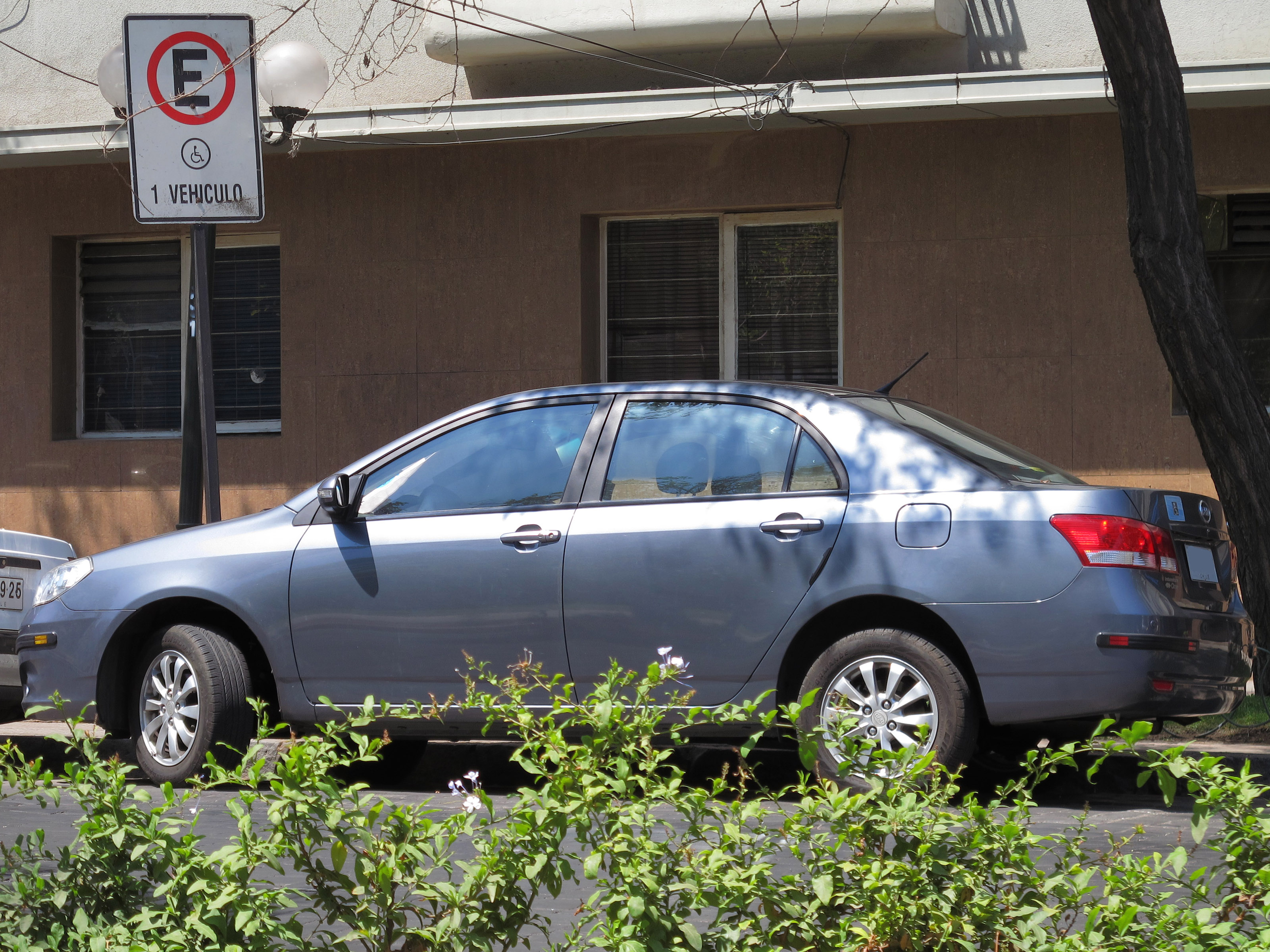
BYD G3 1.5 GLXi
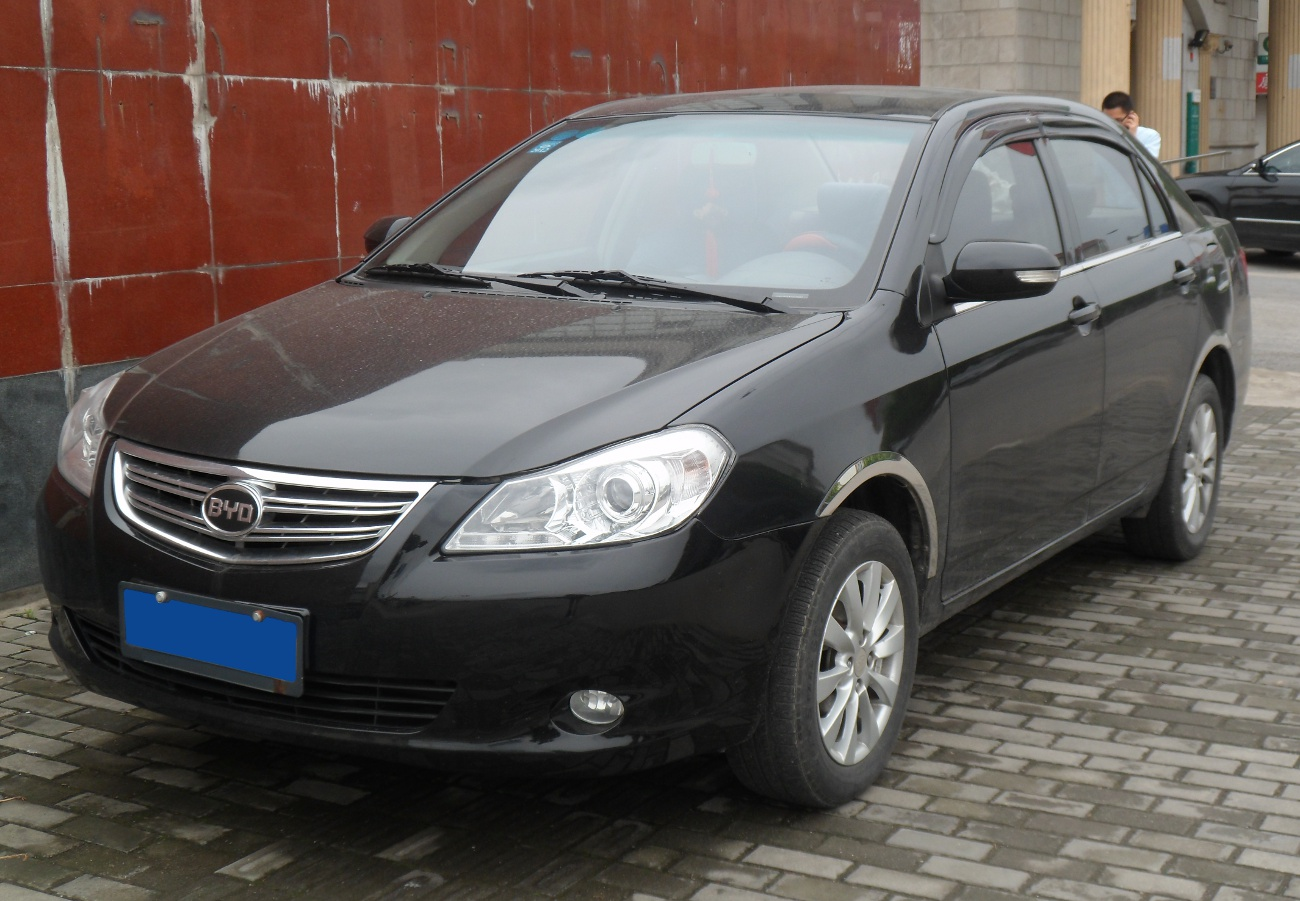
BYD G3
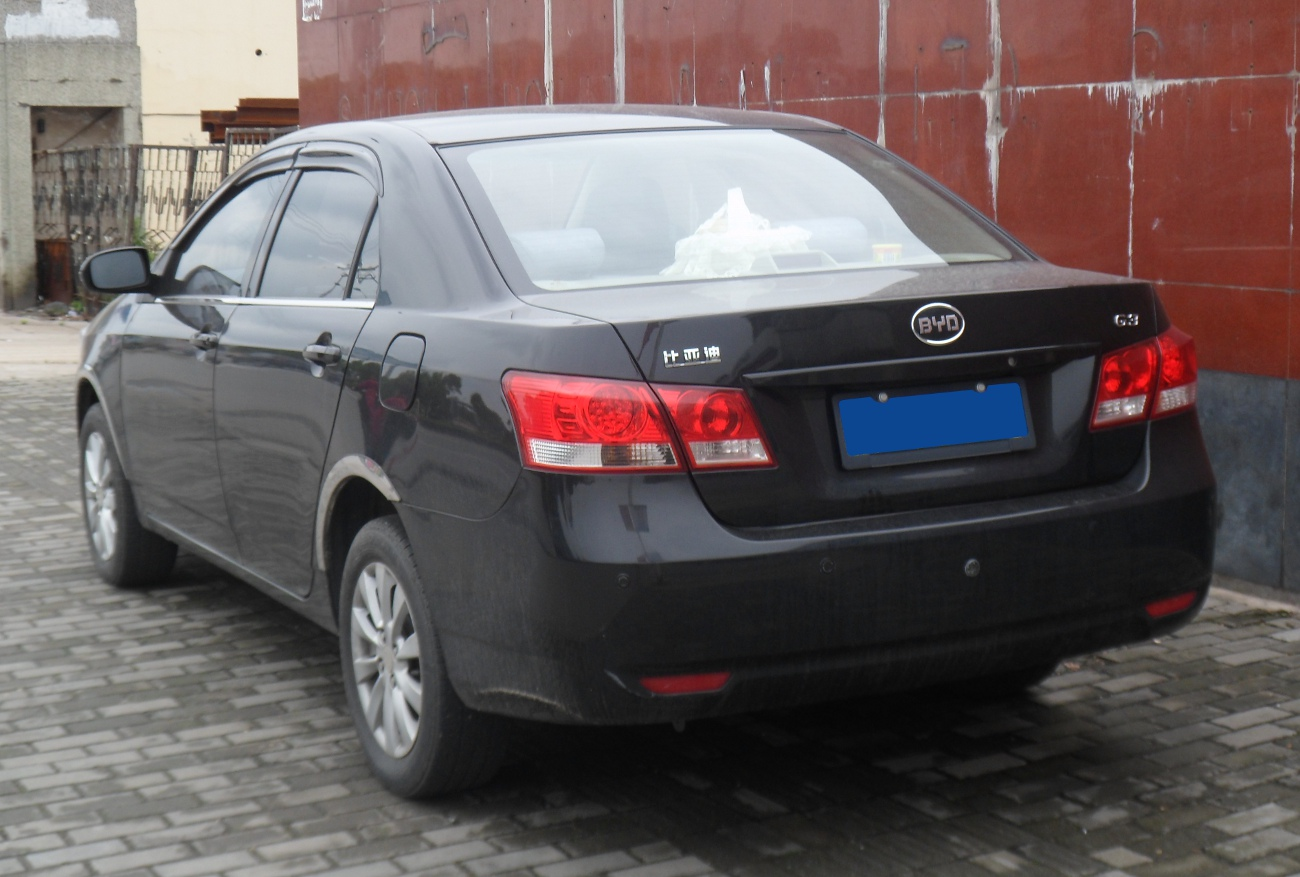
BYD G3
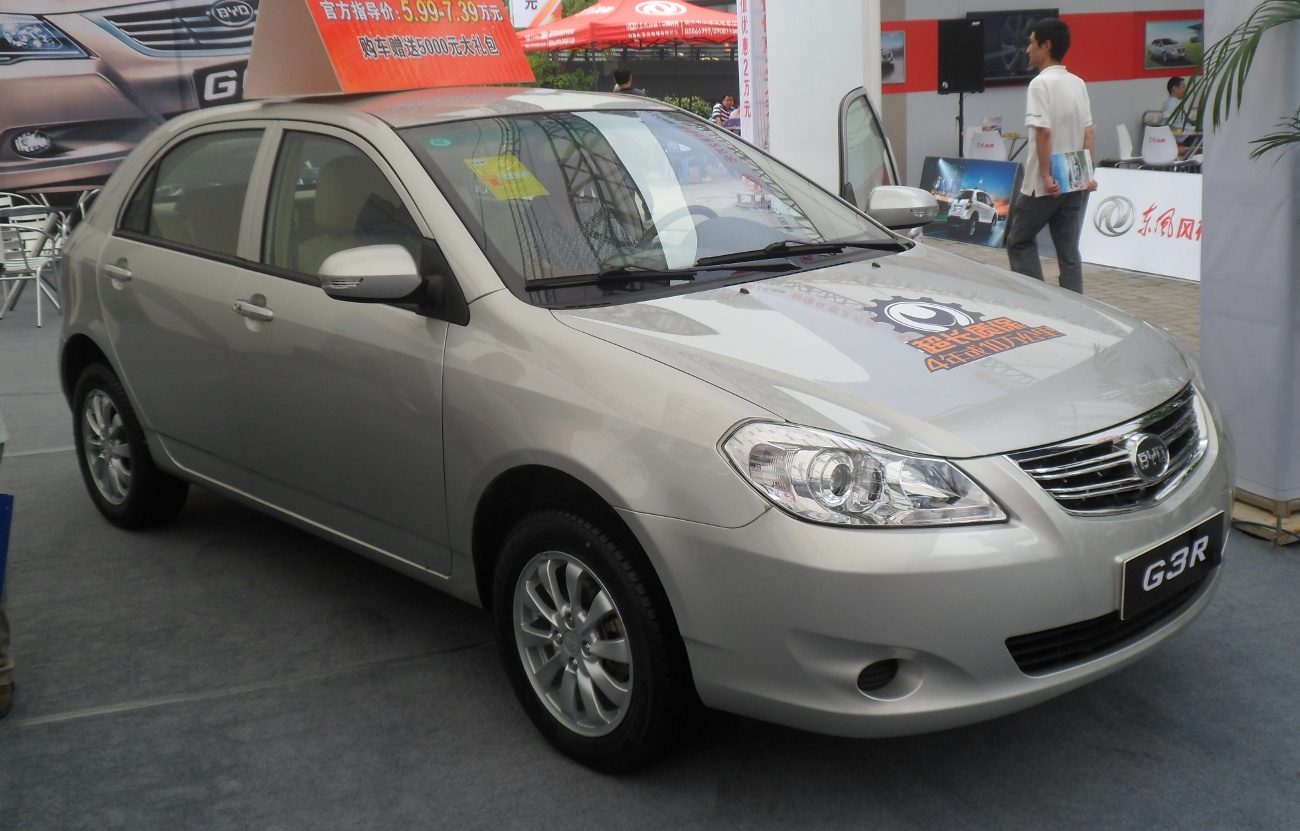
BYD G3R
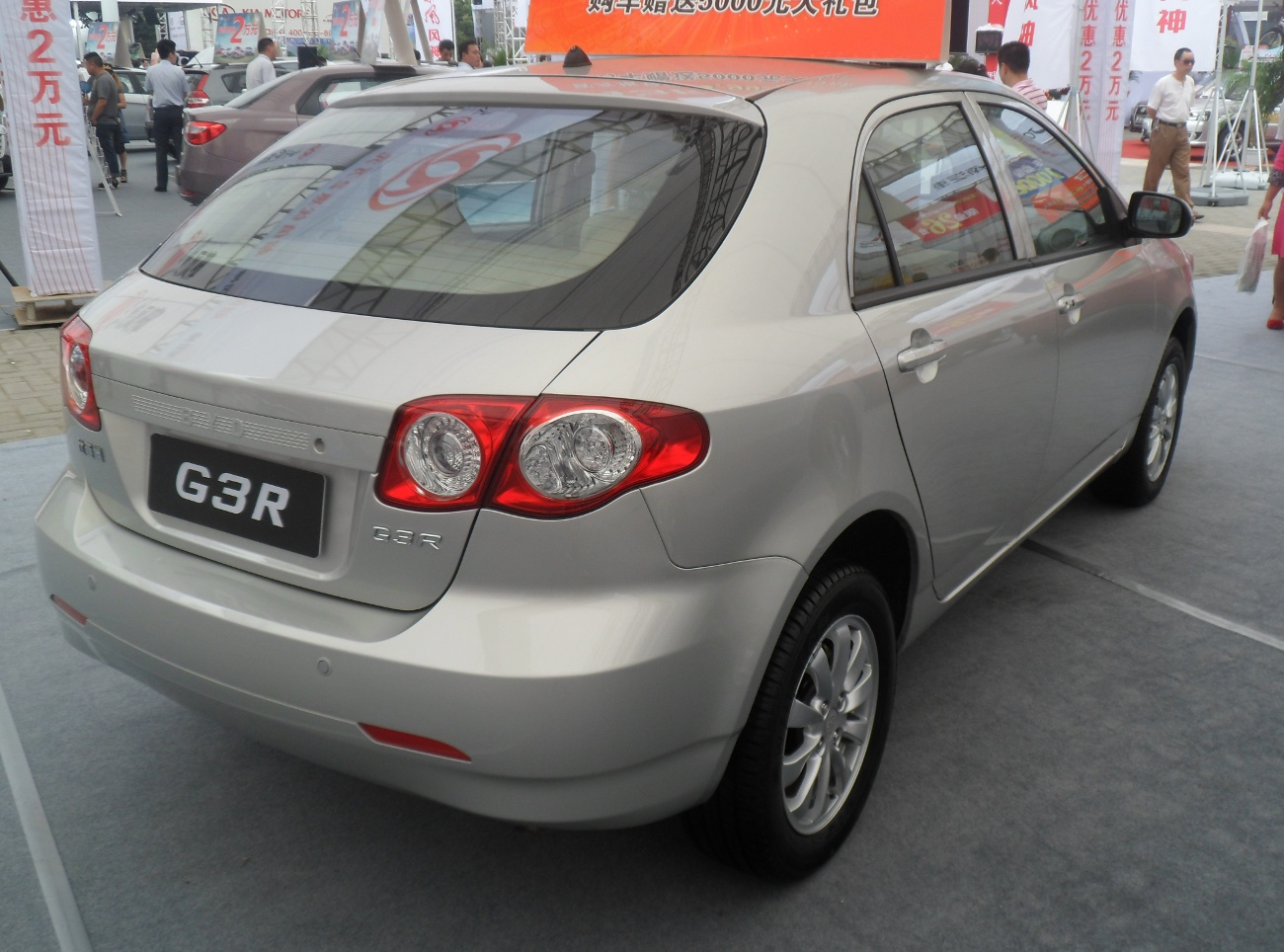
BYD G3R